# Anton Bezenšek
Anton Bezenšek (ur. 15 kwietnia 1854 w Bukovju, zm. 1 grudnia 1915 w Sofii) – słoweński stenograf i językoznawca slawista. Dostosował system stenografii Gabelsbergera do języków południowosłowiańskich.

## Życiorys
Kształcił się w zakresie slawistyki i filologii klasycznej na uniwersytecie w Zagrzebiu. W 1876 r. studiował w Pradze. Od 1884 r. profesor w Płowdiwie. Od 1905 r. pracował w Sofii (jako nauczyciel w szkołach średnich i docent uniwersytecki).